# Dischistodus perspicillatus
Dischistodus perspicillatus es una especie de peces de la familia Pomacentridae en el orden de los Perciformes.

## Morfología
Los machos pueden llegar alcanzar los 18 cm de longitud total.

## Hábitat
Es un pez de mar.

## Distribución geográfica
Se encuentra desde el Mar de Andaman hasta el noroeste de Australia, las Islas Salomón, la China y la Gran Barrera de Coral.